# Saham
Saham (صحم in arabo), è una città costiera nella regione di Al Batinah nel nord est dell'Oman.